# 66ª Squadriglia
La 66ª Squadriglia della Regia Aeronautica viene attivata il 1º settembre 1935 per la Guerra d'Etiopia.

## Storia

### Prima guerra mondiale
La 66ª Squadriglia viene predisposta in formazione il 31 ottobre 1918 alla SIT di Torino su 18 SVA 5 per diciotto piloti da inviare appena pronti a Furbara per il Gruppo Sperimentale Comunicazioni aeree ma dopo la guerra ne viene interrotta l'attivazione.

### Guerra d'Etiopia
Il 1º settembre 1935 nasce la 66ª Squadriglia AO della Regia Aeronautica con sede all'Aeroporto di Poggio Renatico. Il 26 ottobre il reparto va a Napoli nell'ambito della Guerra d'Etiopia; ai primi di novembre l'unità si imbarca per Mogadiscio (poi Aeroporto Internazionale Aden Adde) dove arriva tra il 20 e il 25 novembre; nei giorni successivi effettua il montaggio e le esercitazioni di volo e di tiro; tra la fine di dicembre ed i primi di gennaio incominciano i voli sul territorio occupato e le operazioni belliche inquadrata nel XXXI Gruppo del 7º Stormo sui Caproni Ca.111.
Al 15 gennaio 1936 è ancora a Mogadiscio.
Il 30 marzo successivo, nell'ambito della Battaglia di Mai Ceu sgancia 2 bombe C500T all'Iprite su Bullaleh e nell'ambito della Battaglia dell'Ogaden il 20 aprile 6 su Gunu Gadu e Bullaleh.

### Africa Orientale Italiana
Al 1º ottobre 1936 è nel XXXI Gruppo autonomo dell'Aeroporto di Giggiga sui Ca.111 del Comando settore aeronautico sud di Mogadiscio nell'ambito dell'Africa Orientale Italiana.
Nel giugno 1937 vola sui Caproni Ca.133.

### Seconda guerra mondiale
Al 10 giugno 1940 in Italia la 66^ era nel 31º Gruppo con 8 Fiat B.R.20 all'Aeroporto di Aviano nel 18º Stormo Bombardamento Terrestre ed in AOI la 66ª Squadriglia Autonoma Bombardamento Terrestre era a Javello con 3 Ca.133.
Il 12 giugno 1940, tre Ca.133 della 66ª Squadriglia attaccarono nel Corno d'Africa una colonna alleata di una mezza dozzina di camion e 200 soldati.